# Gonia
Gonià (grec Γωνιά [ɣo'ɲa]), és una població d'uns 400 habitants, capital del municipi de Nikiforos Fokas, a la Prefectura de Réthimno, a l'illa de Creta.